# Vlad the Impaler
«Vlad the Impaler» — це восьмий трек з альбому «West Ryder Pauper Lunatic Asylum», британського гурту «Kasabian».
У березні 2009, разом з відео, трек був викладений у мережі для вільного завантаження. 15 лютого наступного року, пісня була видана на фізичному носії і посіла лише 114 місце у британському сингл-чарті.

## Трек-лист
- Digital EP

1. «Vlad The Impaler» — 4:41
2. «Fast Fuse (Live At Sheffield Arena)» — 5:22

- iTunes EP

1. «Vlad The Impaler» — 4:41
2. «Fast Fuse (Live At Sheffield Arena)» — 5:22
3. Thick As Thieves (Live At Sheffield Arena)» — 3:18